# Vee (Estonia)
Vee – wieś w Estonii, w prowincji Parnawa, w gminie Halinga.